# Жільбер Дюпре
Жільбер Луї Дюпре (фр. Gilbert-Louis Duprez; 6 грудня 1806, Париж — 23 вересня 1896, Пуассі) — французький оперний співак (тенор), музичний педагог, реформатор вокального виконавства.

## Біографія
Опановувати музику розпочав у дитячому віці, навчаючись у Паризькій музичній школі Олександра Шорона. У 1825 році дебютував на сцені театру Одеон у ролі графа Альмавіви в опере Россіні «Севільський цирульник». Але успіху не добився. У 1827 році одружився з сопрано Александрина Дюперрон, з якою вчився у музичній школі.
У 1828 році з дружиною їде до Італії навчатися співу. Пробув в Італії майже шість років (1830—1836, за свідченням Рауля Юссона), де засвоїв механізм прикриття звуку. Під час навчання виступав з великим успіхом у багатьох містах Італії. Виконував провідні партії в операх відомих композиторів.
Після повернення до Парижа, Дюпре вразив публіку виконанням по-новому (прикритим звуком) партії Арнольда в опері «Вільгельм Телль» Россіні. Привніс нові елементи у виконання партій драматичного тенора (Рауль, Арнольд, Роберт) в операх Мейєрбера. Співав партії в операх, які до цього виконував Адольф Нуррі. Дюпре вніс елементи романтизму при виконанні партій.
Виступи на сцені опери припинив у 1855 році через проблеми з голосом.
Ще під час сценічної діяльності розпочав викладацьку діяльність. У 1842—1850 роках — професор сольного співу Паризької консерваторії. У 1853 році відкрив власну школу — «Вокальний інститут», яка підготувала багато співаків.

## Вокально-педагогічна діяльність
У вокальне мистецтво Дюпре ввійшов, як реформатор техніки співу. В основній праці «Мистецтво співу» (Париж, 1846) він довів необхідність формування змішаного регістру співочого голосу і прикриття верхньої ділянки діапазону чоловічого голосу. Найважливішим досягненням вважається запровадження в педагогічну практику виконавської техніки «змішаного регістру».